# Departamento de Belgrano (kommun i Santiago del Estero)
Departamento de Belgrano är en kommun i Argentina.   Den ligger i provinsen Santiago del Estero, i den norra delen av landet, 700 km nordväst om huvudstaden Buenos Aires.
Trakten runt Departamento de Belgrano består i huvudsak av gräsmarker. Runt Departamento de Belgrano är det mycket glesbefolkat, med 2 invånare per kvadratkilometer.